# Staré Hobzí
Staré Hobzí là một làng thuộc huyện Jindřichův Hradec, vùng Jihočeský, Cộng hòa Séc.

## Dân số
Vào năm 2021, dân số ở Staré Hobzí là 507 người.